# Toate cele bune...
„Toate cele bune...” (titlu original „All Good Things...”) este episodul 177 (penultimul) și 178 (ultimul) din serialul american științifico-fantastic Star Trek: Generația următoare.

## Prezentare
Picard alternează între trei perioade temporale datorită lui Q. O distorsiune în spațiu-timp amenință să distrugă realitatea, devenind mai mare în trecut și mai mică în viitor.

## Vezi și
- Episoade din Star Trek cu călătorii în timp
- 1994 în științifico-fantastic